# Laurent de Gouyon de Coypel
Pour les articles homonymes, voir Gouyon et Coypel.
Laurent Jean Marie de Gouyon de Coypel est un homme politique français né le 20 avril 1803 et décédé le 8 février 1877 au château de la Ville-Janvier, en Cournon (Morbihan).

## Biographie
Laurent Jean Marie de Gouyon de Coipel est le fils de Louis Marie de Gouyon de Coipel, seigneur de La Villejanvier, officier de marine, et d'Anne Louise Marie de Kerven, dame de Kersullec. Marié avec Elisabeth de Keroüartz, il est le grand-père de Joseph de Gouyon de Coypel.
Il suit la carrière militaire, est fait, sous la Restauration, officier de la garde royale et chevalier de la Légion d'honneur.
Le 21 septembre 1851, il se porte, comme légitimiste, candidat à l'Assemblée législative, à la suite du décès de Georges Monnier. Il est élu député du Morbihan et siège à droite, dans la majorité conservatrice, avec laquelle il vote jusqu'à la fin de la législature, sans se rallier à la politique du prince-président.

## Sources
- « Laurent de Gouyon de Coypel », dans Adolphe Robert et Gaston Cougny, Dictionnaire des parlementaires français, Edgar Bourloton, 1889-1891 [détail de l’édition]